# Siphocampylus smilax
Siphocampylus smilax là loài thực vật có hoa trong họ Hoa chuông. Loài này được Lammers miêu tả khoa học đầu tiên năm 1998.